# Boulevard Jules-Ferry
Le boulevard Jules-Ferry est une voie du 11e arrondissement de Paris, en France.

## Situation
Le boulevard Jules-Ferry est une voie publique située dans le 11e arrondissement de Paris. Il débute rue Rampon et se termine au 28, rue du Faubourg-du-Temple.

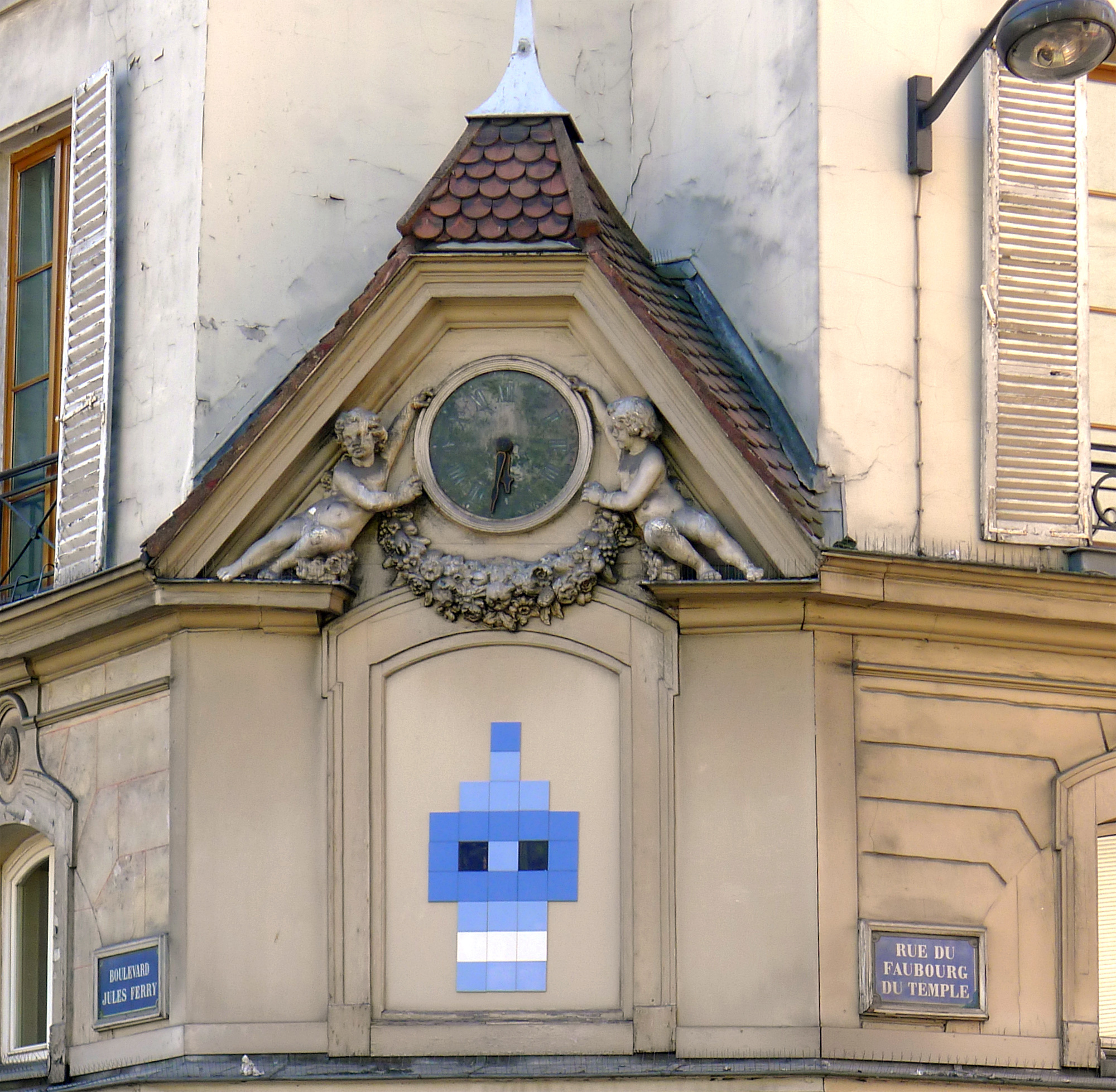
Horloge et bas-relief à l'angle du boulevard et de la rue du Faubourg-du-Temple.

## Origine du nom
Cette voie a été nommée en l'honneur de Jules Ferry (1832-1893), homme d'État français et promoteur de « l'école publique laïque, gratuite et obligatoire ».

## Historique
Cette voie, qui recouvre le canal Saint-Martin depuis 1906, a englobé une partie des quais de Valmy et de Jemmapes ; elle porte son nom actuel depuis 1911.

## Monuments remarquables
- Square Jules-Ferry : La Grisette de 1830, statue réalisée en 1911 d'après le modèle exposé au Salon de 1909 par Jean-Bernard Descomps[1].

Dans les années 1990, sur les terre-pleins centraux des boulevards Richard-Lenoir et Jules-Ferry, quatre squares (du sud au nord, le square Bréguet - Sabin, le square Richard-Lenoir, le jardin May-Picqueray et le square Jules-Ferry) sont aménagés par l’agence Seura Architectes (David Mangin et Alain Payeur) et la paysagiste Jacqueline Osty. Au début des années 2020, la municipalité parisienne projète de créer une grande promenade végétalisée entre la place de la Bastille à la place Stalingrad, faisant disparaître les clôtures des squares au profit de grandes pelouses libres d'accès. Le projet suscite l'opposition de riverains, de défenseurs de l'environnement et du patrimoine.